# OAuth

OAuth logó, amit Chris Messina tervezett.

Az OAuth egy nyílt szabvány engedélyezési folyamatokra. Lehetővé teszi a felhasználók számára, hogy megosszák saját fájljaikat egy harmadik fél számára anélkül, hogy azonosítási adataikat kiadnák. Ezt úgy éri el, hogy a szolgáltatónál tokeneket készít, amivel hozzáférést biztosít egy adott helyszínre (pl. egy videószerkesztő oldal), konkrét erőforrásokra (pl. csak videókat nézzünk egy adott albumról) és egy meghatározott időtartamra (pl. a következő 2 óra).
Az OAuth kiegészíti az OpenID-t, de egy különálló szolgáltatás.

## Története
2006 novemberében Blaine Cook kifejlesztette a Twitter OpenID szolgáltatást, amellyel kezdetét vette az OAuth szabvány is. Eközben a Ma.gnolia-nak szüksége volt egy megoldásra, hogy tagjainak az OpenIDs továbbfejlesztésével hozzáférést engedélyezzen a Dashboard widgetek szolgáltatáshoz. Cook és a Ma.gnolia-tól Chris Messina és Larry Halff találkoztak David Recordon-nal, hogy megvitassák hogyan implementálják az OpenIDs bejelentkeztetést. Arra a következtetésre jutottak, hogy nincs nyílt szabvány az előbbiekben említett igényeikre.
2007 áprilisában jött létre az OAuth vitafórum, amely a fejlesztők egy kis csoportja a nyílt protokoll tervének kidolgozására. A Google-tól DeWitt Clinton tudomást szerzett a OAuth projektről és érdeklődését fejezte ki afelől, hogy támogatni szeretné az OAuth vitafórum munkáját. 2007 júliusában a csapat kidolgozott egy kezdeti specifikációt. Eran Hammer-Lahav csatlakozott hozzájuk és koordinálta a szabvány tervezetét, továbbá kialakította annak még formálisabb specifikációját. 2007. október 3-án kiadták a végleges tervezetet, az OAuth Core 1.0-t.
2008 novemberében Minneapolisban, a 73. Internet Engineering Task Force találkozón egy OAuth BoF tartottak, hogy megvitassák a protokoll további szabványosítási munkafolyamatát, annak érdekében, hogy IETF jóváhagyja. Az eseményen sokan részt vettek és széles körű támogatottságot nyert a hivatalos szabványosítási forma, hogy az IETF berkein belül kialakítsanak egy OAuth munkacsoportot. 2010 áprilisában megjelent az OAuth 1.0 protokoll RFC 5849 néven, és arról egy tájékoztató, mely Javaslatok megjegyzésekre címet viseli. 2010. augusztus 31-től minden harmadik személy részéről igényelhető a Twitter OAuth használata.

## OAuth 2.0
OAuth 2.0 a következő generációja az OAuth protokollnak, és visszafelé nem kompatibilis az OAuth 1.0-val. OAuth 2.0 arra összpontosít hogy kliens és a fejlesztői számára is egyszerű legyen, miközben a különleges engedélyezési folyamatok tesz lehetővé a webes alkalmazások, desktop alkalmazások, mobil telefonok számára.